# Erupción pliniana

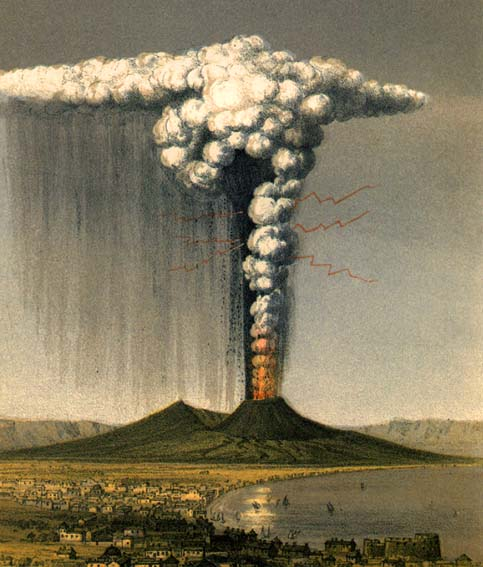
Representación de la erupción del Vesubio del año 79 d. C., en un grabado de 1822, según la descripción realizada por Plinio el Joven.

Una erupción pliniana es un tipo de erupción volcánica caracterizada por su similitud con la acontecida en el monte Vesubio en el año 79 d. C., según fuera descrita por Plinio el Joven en una carta dirigida a Cornelio Tácito. Reciben este nombre en honor a Plinio el Viejo, tío de Plinio el Joven, quien falleció en dicha erupción al acercarse a investigarla y a ayudar a amigos atrapados en la zona. Esa misma erupción fue la que sepultó a la ciudad de Pompeya, así como también a otras ciudades romanas cercanas tales como Herculano, Oplontis y Estabia.

## Características

Erupción pliniana:
1.Pluma volcánica,
2.Chimenea volcánica,
3.Lluvia de ceniza volcánica,
4.Estratos de lava y de ceniza,
5.Estrato geológico,
6.Cámara magmática.

1. Columna pliniana: los gases y material volcánico son proyectados a más de 25 kilómetros de altura en una columna con forma de pino romano (Pinus pinea).
2. La ceniza, piedra pómez y piroclastos comienzan a caer en forma de 'lluvia', acumulándose a nivel del suelo en una capa de grosor y peso crecientes. La velocidad de caída de las rocas es de más de 50 metros por segundo (unos 200 kilómetros por hora).
3. La columna eruptiva colapsa por su propio peso y se precipita en forma de oleadas piroclásticas muy calientes (80 a 400 grados) y veloces (de hasta 200 kilómetros por hora) que lo destruyen todo a su paso.

Las erupciones plinianas están asociadas a magmas de composición félsica (ácidos). Se caracteriza por su alto grado de explosividad, con manifestaciones muy violentas en las cuales se expulsan grandes volúmenes de gas volcánico, fragmentos y cenizas. La expulsión a gran velocidad de estos materiales, junto con su rápida ascensión, forman columnas eruptivas que pueden superar los 30 km de altura, inyectándolos en la estratosfera. La característica clave para clasificar una erupción como pliniana es la emisión de grandes cantidades de pumita y las continuas y muy intensas expulsiones de ráfagas de gas tóxico. La lava es usualmente riolita, y rica en silicatos. Las lavas basálticas son poco comunes en este caso, aunque hay ejemplos, como la erupción del Monte Tarawera en 1886. 
Cuando son breves, las erupciones plinianas pueden durar menos de un día, pero en algunos casos pueden prolongarse durante días e incluso meses. Las erupciones más largas suelen comenzar con la producción de nubes de ceniza volcánica, a veces acompañadas de flujos piroclásticos. La cantidad de magma expulsado puede ser tan grande que provoque el colapso del cono volcánico, apareciendo una caldera. Las capas de ceniza fina emitida en estas erupciones pueden depositarse a lo largo de un territorio muy extenso; por ejemplo, en el caso de erupciones prehistóricas del Vesubio, se han encontrado restos de cenizas finas a lo largo de toda la Campania y la Terra di Lavoro, en una extensión que sobrepasa los 300 km de distancia al volcán. 
Usualmente, las erupciones plinianas van acompañadas de grandes estruendos, como los que se oyeron con la explosión del monte Krakatoa. Esto se debe a la gran acumulación de gases y volátiles que se da en la cámara de magma, previo a la erupción. La presión aumenta enormemente, generando temblores de tierra que suelen anticipar a la erupción, hasta el momento de la misma, en que el gas logra liberarse con gran estruendo, y usualmente haciendo explotar la cumbre del volcán. La explosión del Krakatoa fue tan poderosa que se oyó a 5.000 km de distancia del lugar, y la isla desapareció casi por completo. Estas erupciones, por tanto pueden ser tremendamente destructivas.

## Efectos contaminantes

Ciudades afectadas por la erupción del Vesubio en el 79 d. C. La fumigación inicial de cenizas y gases se ve condicionada por la dirección del viento, que en este caso soplaba en dirección suroeste, salvando a Nápoles y afectando sobre todo a Pompeya, Estabia y Herculano.

La inyección de gases (típicamente, CO2, SO2, y aerosoles) y cenizas en la estratosfera suele causar fenómenos de contaminación global. El intercambio de masa entre estratosfera y troposfera, que es la capa atmosférica superficial (donde se producen la inmensa mayoría de los fenómenos meteorológicos), es escaso, por lo que la deposición de las cenizas y los gases es muy lenta (en el caso de cenizas, del orden de años; para los gases, decenas de años). Su eliminación de dicha capa es complicada; las cenizas acaban por depositarse, mientras que los gases solo logran eliminarse a consecuencia de los fenómenos químicos atmosféricos, que en la troposfera son escasos. Por su parte, la difusión de estos contaminantes es sencilla, al no haber ningún obstáculo natural. Por ello, cuando las erupciones son importantes, sus efectos pueden notarse en rangos que van de la escala sinóptico-continental (afectan a todo el continente) hasta la global. Las cenizas oscurecen el cielo y pueden generar ciclos de enfriamiento superficial que afecten al clima en general, tal como se comprobó durante el año sin verano (1816) consecuencia de la erupción del volcán Tambora; igualmente, la inyección de aerosoles puede causar fenómenos parecidos, que afecten al albedo terrestre. Estos fenómenos son parecidos al invierno nuclear.

## Erupción ultrapliniana
De acuerdo al Índice de explosividad volcánica del Instituto Smithsoniano, un IEV de 6 a 8 es clasificado como ultrapliniano. Son definidas como columnas de ceniza sobre 25 km de alto y un volumen de material expulsado entre 10 km³ y 1000 km³. Las erupciones en la categoría de "ultrapliniana" incluyen la caldera del Lago Toba (hace aprox. 70 mil años), Tambora (1815), y Krakatoa (1883)., Volcán Santa María (1902).

## Ejemplos
Algunos ejemplos destacados de erupciones plinianas son:
- En 2015, la erupción del Volcán Calbuco en Chile
- En 2011, la erupción del Volcán Puyehue-Cordón Caulle en Chile;
- En 2008, la erupción del Volcán Chaitén en Chile;
- En 1993, la erupción del Volcán Láscar en Chile;
- En 1991, la erupción del Volcán Hudson en Chile;
- En 1991, la erupción del Monte Pinatubo en Filipinas;
- En 1990, la erupción del Monte Redoubt en la Península de Alaska, Estados Unidos;
- En 1982, la erupción del Volcán Chichonal en México;
- En 1980, la erupción del monte Santa Helena, en Estados Unidos;
- En 1955, la erupción del Complejo volcánico Carrán-Los Venados, en Chile;
- En 1932, la erupción del Volcán Quizapú en Chile;
- En 1902, la erupción del Volcán Santa María en Guatemala;
- En 1893, la erupción del Volcán Calbuco en Chile;
- En 1883, la erupción en la isla Krakatoa en Indonesia;
- En 1815, la Erupción del Tambora de 1815, en Indonesia;
- La erupción del Volcán Pichincha en Ecuador;
- En el 79 d. C., la erupción del Vesubio en Italia, prototipo de erupción pliniana;
- En el 1645 a. C., la erupción en la isla Thera (actual Santorini) en Grecia;[2]
- En el año 1600, erupciona el Huaynaputina en Perú.
- Hace más de 760.000 años, la formación de la caldera de  Long Valley en California, Estados Unidos;

## La descripción de Plinio

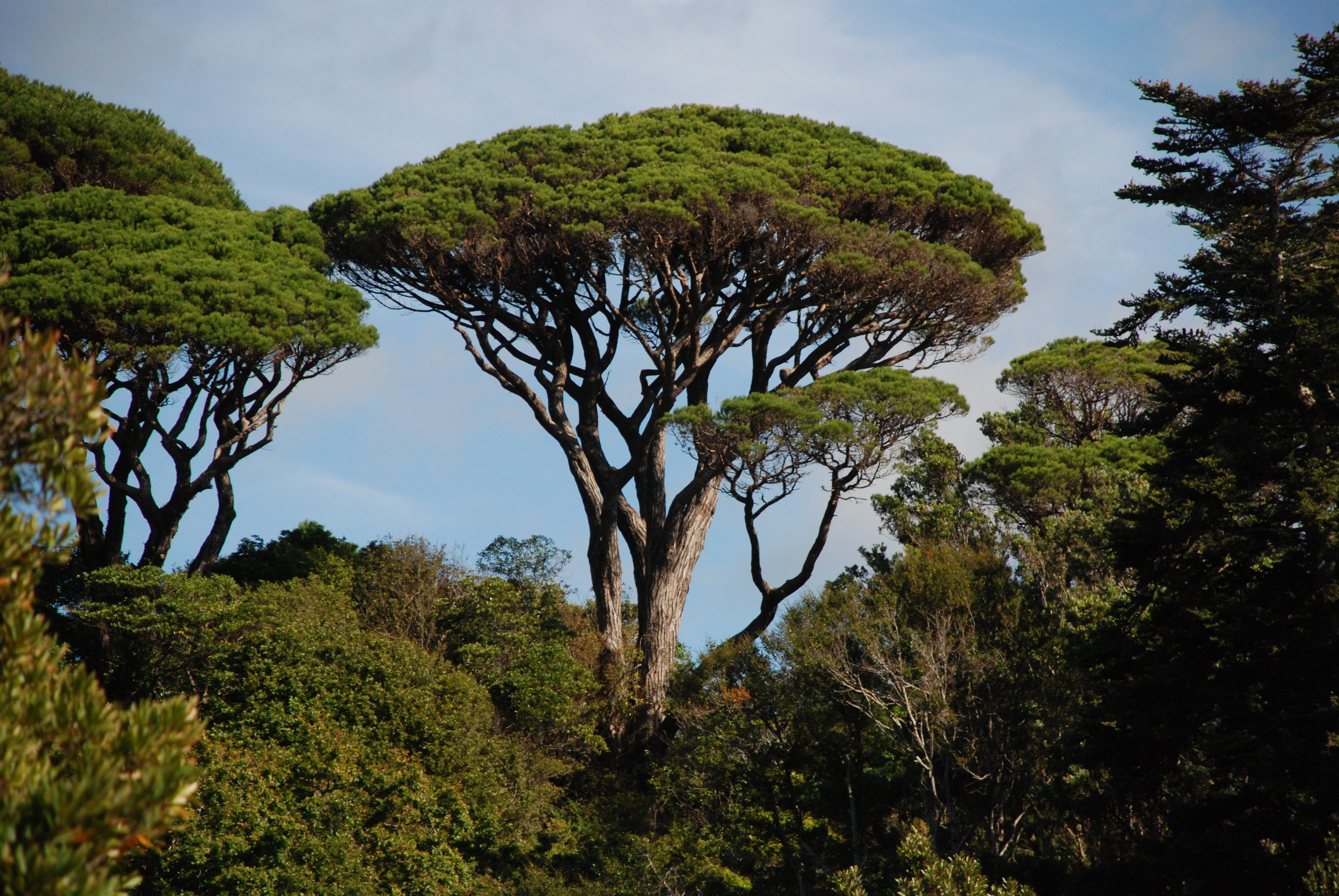
Un pino, tipo de árbol que Plinio el Joven usó para describir la erupción.

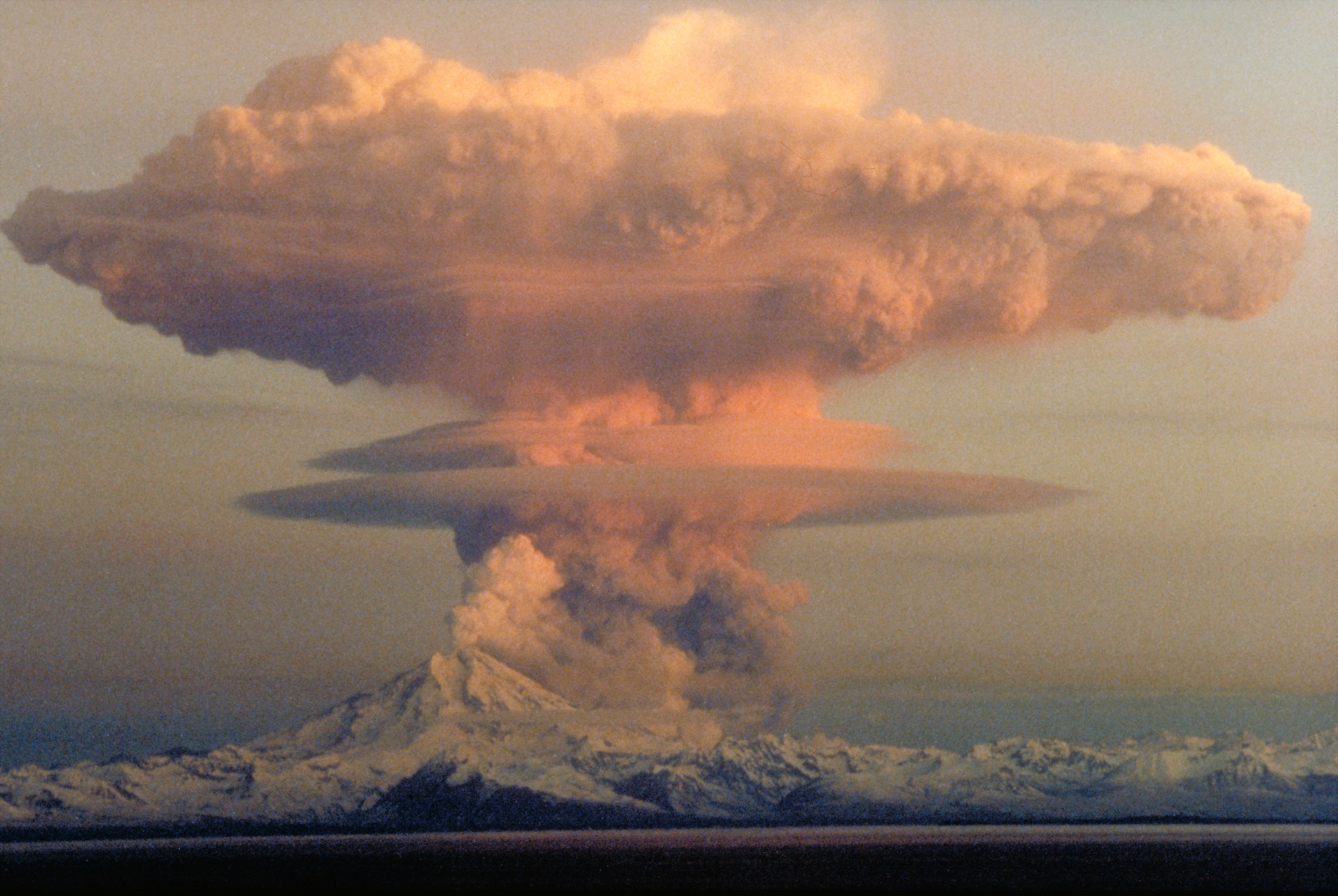
Erupción pliniana del volcán Redoubt, en 1990. Se puede comparar la forma de la nube con la de un pino mediterráneo.

A diferencia de otros tipos de erupciones en las que las emisiones de gases tóxicos son menores, en las plinianas la dispersión inicial de los gases emitidos puede tener una importancia capital para los seres vivos. En el caso de la ocurrida en el monte Vesubio en el año 79, el viento soplaba con componente sureste, por lo que las cenizas y los gases tóxicos fumigaron las ladera del sureste del Vesubio. En esta zona se asentaba las localidades de Pompeya y de Estabia, cuyos habitantes apenas si tuvieron tiempo de huir antes de que una nube tóxica inundara la ciudad; la inmensa mayoría pereció asfixiada por los gases, y luego quedó sepultada por la lluvia de cenizas que cubrió la ciudad. La ciudad de Herculano, también arrasada por la erupción, fue sepultada, por el contrario, por una avalancha de lodos. El propio Plinio el Viejo falleció asfixiado, al acercarse a la zona para investigar los sucesos.
Plinio el joven describió la erupción en la que falleciera su tío en el siguiente fragmento:

El 24 de agosto, alrededor de la una de la tarde, mi madre le llamó la atención [a Plinio el Viejo] sobre una nube que tenía un tamaño y una forma muy inusuales. Acababa de tomar el sol y, tras haberse bañado en agua fría y haber tomado una comida ligera, se había retirado a su estudio a leer. Ante la noticia, se levantó inmediatamente y salió fuera; al ver la nube, se dirigió a un montículo desde donde podría tener una mejor visión de este fenómeno tan poco común. Una nube, procedente de qué montaña no estaba claro desde aquél lugar (aunque luego se dijo que venía del monte Vesubio), estaba ascendiendo; de su aspecto no puedo darte una descripción más exacta que que se parecía a un pino, pues se iba acortando con la altura en la forma de un tronco muy alto, extendiéndose a su través en la copa a modo de ramas; estaría ocasionada, me imagino, bien por alguna corriente repentina de viento que la impulsaba hacia arriba pero cuya fuerza decreciera con la altura, o bien porque la propia nube se presionaba a sí misma debido a su propio peso, expandiéndola del modo que te he descrito arriba. Parecía ora clara y brillante, ora oscura y moteada, según estuviera más o menos impregnada de tierra y ceniza. Este fenómeno le pareció extraordinario a un hombre de la educación y cultura de mi tío, por lo que decidió acercarse más para poder examinarlo mejor.
Plinio el Joven, Sexto libro de correspondencia, carta 16, dirigida a Tácito

Plinio el Viejo, que ocupaba una magistratura naval en la Campania (era prefecto naval), se encontraba, junto con su hermana y su sobrino, Plinio el Joven, en Miseno. Ante la visión de la nube, ordenó a un barco que lo llevara a Estabia atravesando la bahía de Nápoles, con el fin observar mejor el fenómeno y socorrer a la población de la ciudad. Según cuenta su sobrino, conforme se acercaba el barco a la costa, la lluvia de ceniza se intensificaba. Al poner pie en la costa, Plinio no pudo dar más que unos pocos pasos antes de caer al suelo y morir asfixiado por inhalación de los gases tóxicos. Su cuerpo fue posteriormente encontrado sepultado bajo las cenizas del Vesubio, sin ninguna señal de herida, el 26 de agosto del año 79, cuando la nube se había dispersado, y confirmando su muerte por asfixia y envenenamiento.